# Nova Santa Marta
Nova Santa Marta (pronunciación portuguesa: [n'óva s'ätA m'artA], ‘Nueva Santa Marta’) es un barrio del distrito de Sede, en el municipio de Santa Maria, en el estado brasileño de Río Grande del Sur. Está situado en el oeste de Santa Maria.

## Villas
El barrio contiene las siguientes villas: Loteamento Alto da Boa Vista, Loteamento Dez de Outubro, Loteamento Dezoito de Abril, Loteamento Marista, Loteamento Núcleo Central, Loteamento Sete de Dezembro, Nova Santa Marta, Vila Pôr do Sol.
| Noroeste: Agroindustrial                      | Norte: Agroindustrial     | Nordeste: Caturrita                         |
| Oeste: Agroindustrial                         |                           | Este: Passo d'Areia                         |
| Suroeste: Agroindustrial Juscelino Kubitschek | Sur: Juscelino Kubitschek | Sureste: Passo d'Areia Juscelino Kubitschek |